# Winnie the Pooh alla ricerca di Christopher Robin
Winnie the Pooh alla ricerca di Christopher Robin (Pooh's Grand Adventure: The Search for Christopher Robin) è un film d'animazione direct-to-video del 1997 prodotto e diretto da Karl Geurs. Fu prodotto dalla Walt Disney Television Animation (con il contributo della Walt Disney Animation (Japan) per l'animazione) e distribuito negli Stati Uniti il 5 agosto 1997. È il primo film della serie su Winnie the Pooh a non essere direttamente basato sulle storie di A. A. Milne, benché alcuni elementi della trama derivino dal quinto e dal decimo capitolo de La strada di Puh.

## Trama
Nell'ultimo giorno d'estate, Christopher Robin dice al suo amico Winnie the Pooh di doverlo avvisare di una cosa non molto piacevole. L'orsetto però non sembra essere interessato a ciò, cambiando argomento ogni volta che il bambino cerca di parlargli. Dopo aver giocato con lui per tutto il giorno, Christopher saluta Pooh consigliandogli di ricordarsi di essere "più coraggioso di quanto credi, più forte di quanto sembri e più intelligente di quanto pensi", ma l'assonnato Pooh non capisce chiaramente.  
La mattina seguente, all'inizio dell'autunno, Pooh, uscendo di casa, trova davanti all'uscio un vaso di miele, non accorgendosi della presenza di un biglietto attaccato. Dopo averne mangiato il contenuto, cerca Christopher Robin per farsi leggere il messaggio, ma non trova nessuno. Poco dopo incontra Pimpi, Tigro, Ih-Oh e Tappo. Dal momento che insieme non riescono a capirci nulla, perché nessuno di loro sa leggere ed il foglio è sporco di miele, il gruppo si reca alla casa di Uffa in modo che sia lui a leggere il biglietto. Il gufo toglie il miele dal foglio con una pinzetta e quel che riesce a leggere gli fa dedurre che il messaggio sarebbe una richiesta d'aiuto da parte di Christopher Robin, che sarebbe stato portato in un luogo lontano e pericoloso chiamato "Ascuolà", nome di una rupe dove si troverebbero degli esseri mostruosi, tra cui un terribile "Teschiosauro". Uffa disegna al gruppo una mappa e lo invia nell'"Ignoto" del Bosco dei Cento Acri per salvare Christopher Robin. 
Durante il loro viaggio, mentre pensano di essere seguiti dal Teschiosauro a causa di alcuni strani rumori alle loro spalle, i cinque amici iniziano a capire quanto sono impotenti nel mondo esterno senza Christopher Robin. Pimpi, Tigro e Tappo arrivano a credere di non avere, rispettivamente, il coraggio, la forza e l'intelligenza per andare avanti: Pimpi finisce per venire portato via da delle farfalle in un prato, Tigro non riesce a rimbalzare abbastanza in alto da recuperare la mappa, che si è strappata a causa di un ramo d'albero, e perde la speranza, richiedendo di essere salvato dai suoi amici, che cadono con lui in una gola, e Tappo fa troppo affidamento sulla mappa, portando il gruppo a perdersi in una zona nebbiosa. Pooh cerca di confortarli con i consigli di Christopher Robin, ma non riesce a ricordarli e finisce per dire delle assurdità. Alla fine Tappo, che in precedenza aveva preso a Pooh la mappa in quanto pensava di essere più abile di lui come guida, ammette di non avere idea di dove stanno andando, quindi il gruppo si rifugia in una grotta vicina. Al mattino, i cinque si rendono conto che hanno trascorso la notte nella loro destinazione. Mentre cercano Christopher Robin nella grotta, Pooh e i suoi amici vengono terrorizzati dal ruggito del Teschiosauro, e quando l'orsetto rimane bloccato tra due cristalli, i suoi amici credono che sia stato ucciso; quando trovano l'Occhio del Teschio, in cui Christopher Robin è presumibilmente intrappolato, superando le loro paure e dubbi, si dirigono verso di esso. Vedendo il coraggio dei suoi amici, Pooh si agita per la felicità e riesce a liberarsi dal crepaccio, ma perde l'equilibrio e scivola in una lunga discesa che lo conduce in un pozzo molto profondo. Mentre è lì si rende conto che Christopher Robin è con lui nel suo cuore anche quando non sono insieme, proprio come aveva promesso. Nel frattempo Pimpi, Tappo, Tigro e Ih-Oh entrano nell'occhio e si trovano davanti una gigantesca ombra, che si rivela essere proprio Christopher Robin, che era andato a cercarli sua volta. Il bambino spiega che in realtà non era andato ad Ascuolà ma a scuola, quindi Uffa aveva letto male il messaggio, e che i ruggiti del Teschiosauro erano in realtà i rumori della pancia di Pooh.
Christopher Robin salva Pooh dal pozzo (calandovi dentro un enorme vaso di miele in cui l'orsetto entra e viene tirato su), poi i sei escono dalla grotta e ritornano a casa, scoprendo che in realtà la grotta e gli altri posti che avevano attraversato non sono affatto grandi e spaventosi come sembravano quando Christopher Robin non era con loro. 
Quella sera, Christopher Robin dice a Pooh che dovrà tornare a scuola il giorno successivo; l'orsetto dichiara che sarà sempre lì ad aspettarlo, e i due guardano felicemente il tramonto.

## Personaggi e doppiatori
| Personaggio       | Doppiatore originale | Doppiatore italiano |
| ----------------- | -------------------- | ------------------- |
| Winnie the Pooh   | Jim Cummings         | Marco Bresciani     |
| Tigro             | Paul Winchell        | Gil Baroni          |
| Pimpi             | John Fiedler         | Fabrizio Vidale     |
| Tappo             | Ken Sansom           | Valerio Ruggeri     |
| Uffa              | Andre Stojka         | Massimo Corvo       |
| Ih-Oh             | Peter Cullen         | Paolo Buglioni      |
| Christopher Robin | Brady Bluhm          | Lorenzo De Angelis  |
| Narratore         | David Warner         | Michele Kalamera    |

## Distribuzione

### Edizione italiana
Il doppiaggio italiano fu eseguito dalla Royfilm e diretto da Leslie La Penna su dialoghi di Giorgio Tausani, mentre testi delle canzoni e direzione musicale sono a cura di Ermavilo. Nei dialoghi italiani è stato inventato il nome del luogo in cui si dirigono Pooh e i suoi amici, chiamato "Ascuolà" per suonare simile a "scuola", che in originale si chiama "Skull" ("Teschio") e forma un gioco di parole analogo con "school" (scuola). Sono stati invece tradotti letteralmente gli errori che commette Pooh citando i consigli di Christopher Robin, ed essi in italiano perdono senso poiché nell'originale inglese si reggono su giochi di parole con la frase detta dal bambino.

### Edizioni home video
Il film fu distribuito in VHS il 5 agosto 1997 in America del Nord e a marzo dell'anno successivo in Italia. L'edizione DVD-Video uscì invece in Italia il 30 maggio 2001, distribuita dalla Warner Home Video, ed è priva di contenuti speciali. Lo stesso DVD fu ristampato dalla Buena Vista Home Entertainment il 27 giugno 2002.
L'11 aprile 2006 il film fu distribuito in DVD in America del Nord. Questa edizione è molto differente da quella uscita in Italia, a partire dal fatto che il film è presentato in formato widescreen 1,66:1. Inoltre, come extra sono inclusi il gioco interattivo Pooh and Friends: Adventures in the 100 Acre Wood, il dietro le quinte musicale Pooh's Symphony e il cortometraggio Troppo vento per Winny-Puh.
Il 17 luglio 2018 il film fu pubblicato in Blu-ray Disc in America del Nord in esclusiva per il Disney Movie Club, senza contenuti speciali.

## Accoglienza

### Critica
Winnie the Pooh alla ricerca di Christopher Robin fu accolto in modo controverso dalla critica. Il sito Rotten Tomatoes ha raccolto otto recensioni di cui tre positive, con un voto medio di 4,5. George Blooston di Entertainment Weekly diede al film una C, definendolo "sciropposo" e criticandone l'assenza di "spirito adulto e psicologia infantile" che avrebbero fatto de Le avventure di Winnie the Pooh un classico.

## Riconoscimenti
- 1998 - Annie Awards
  - Candidato per il miglior film direct-to-video
  - Candidato per la miglior recitazione maschile a Paul Winchell
  - Candidato per la miglior colonna sonora a Carl Johnson
  - Candidato per la miglior sceneggiatura a Karl Geurs e Carter Crocker
  - Candidato per la miglior regia a Karl Geurs